# NK Dubrava
El NK Dubrava es un equipo de fútbol de Croacia que juega en la Druga HNL, la segunda división de fútbol en el país.

## Historia
Fue fundado en el año 1945 en la capital Zagreb y durante el periodo dentro del fútbol de Yugoslavia lo pasó en las ligas regionales de Zagreb.
Tras la guerra de Croacia en 1991 iniciaron como uno de los equipos fundadores de la Druga HNL en 1992 y en la temporada de 1992/93 logr el ascenso a la Prva HNL por primera vez en su historia. Su debut en la máxima categoría fue también de despedida, ya que terminó en 17º lugar entre 18 equipos, con lo que retornó a la Druga HNL.
Desde entonces el club ha estado entre la segunda y tercera categoría del fútbol en Croacia.

## Palmarés
- Druga HNL - Norte: 1

1992/93